# Liv Tyler
Liv Rundgren Tyler (New York, New York, 1977. július 1. –) amerikai színésznő, modell.
Legismertebb szerepei Grace Stamper az Armageddon (1998) című katasztrófafilmben, valamint Arwen Undómiel a Gyűrűk Ura-trilógiában (2001–2003). Édesapja az Aerosmith együttes frontembere, Steven Tyler.

## Fiatalkora
Liv Rundgren Tylert édesanyja Bebe Buell és annak élettársa, Todd Rundgren nevelte. Miután a pár szakított, anya és lánya Portlandbe költöztek. Liv kilencéves korában tudta meg, hogy az igazi apja Steven Tyler, az Aerosmith frontembere. Tizenkét éves korában Liv megváltoztatta a vezetéknevét Tylerre.
Mikor tizennégy éves lett, anyjával visszament New Yorkba. A család egyik barátja, Paulina Porizkova modell rábeszélte Livet, hogy kezdjen el modellkedni. Fényképei megjelentek az olasz Vogue-ban, majd az Interview magazinban. Apjával közösen szerepeltek a Rolling Stone címlapján, interjúkat készítettek vele. Tizenhat évesen szerepelt az Aerosmith Crazy című videóklipjében.

## Pályafutása
1994-ben úgy döntött, feladja a modellkedést és inkább színésznő lesz. Először Bruce Beresford A csend fogságában (1994) című filmjében tűnt fel, 1996-ban pedig szerepet kapott James Mangold Életgyáva című drámájában, amivel eljutott a Cannes-i filmfesztiválra. Ugyanebben az évben, tizennyolc évesen a Nyomul a banda című filmben együtt szerepelt Tom Hanksszel. A következő év hozta meg neki az áttörést a Lopott szépség (1997) című filmmel, amit Bernardo Bertolucci készített.  Paul O’Connor Három a nagylány című 1997-es filmjében együtt játszott a kábítószer-túladagolásban elhunyt River Phoenix öccsével, Joaquin Phoenixszel. Ezután három évig élt együtt vele.
Az 1998-as Armageddonban olyan sztárokkal szerepelt együtt, mint Bruce Willis és Ben Affleck. Ezután pályája még gyorsabban ívelt felfelé. Robert Altman Cuki hagyatéka (1999) című filmje után (melyben Glenn Close és Julianne Moore voltak a partnerei) még szintén 1999-ben a Doktor zsiványokban játszott. Az 1999-es Anyegin-filmfeldolgozásban Ralph Fiennes partnere volt. 2000-ben a Dr. T és a nők című romantikus komédiában Richard Gere és Kate Hudson voltak a partnerei. 2001-ben Michael Douglasszel, John Goodmannel és Matt Dillonnal az Érzéki csalódás főszereplője volt.
A J. R. R. Tolkien világhírű regényéből született, 2001-es A Gyűrűk Ura: A Gyűrű Szövetsége hozta el számára a hírnevet. A trilógiában Arwen Undómiel tündehercegnőt alakította.
2003-ban arcát adta a Givenchy cég legújabb parfüméhez. 2004-ben az Apja lánya című családi vígjátékkal tért vissza a filmvászonra, Ben Affleckkel és Jennifer Lopezzel az oldalán. 2006-ban forgatta a Facér Jim című filmet. 2007-ben a Mike Binder rendezésében készült Üres város című filmdrámában szerepelt Adam Sandlerrel. Ezután A hihetetlen Hulk (2008) képregényfeldolgozásban játszott egy tudósnőt, Betty Rosst. 2008-ra készült el a Hívatlanok című hátborzongató horrorja, valamint ugyanebben az évben együtt komédiázott Dax Sheparddel az Anyám! című filmben.

## Magánélete
2003. március 25-én Barbadoson feleségül ment a Spacehog zenekar egyik tagjához, a brit Royston Langdonhoz. 2004. december 14-én egy New York-i kórházban megszületett fiuk, Milo William Langdon. 2008. május 9-én férjével bejelentették, hogy ötévi házasság után elválnak.
2014-ben találkozott David Gardner brit sport- és szórakoztatóipari menedzserrel. 2015 júliusában eljegyezték egymást, de a pár 2021 márciusában felbontotta az eljegyzésüket. Két gyermekük született: 2015 februárjában egy fiú, 2016 júliusában pedig egy lány. Röviddel lánya születése után Tyler ideiglenesen Londonba költözött.

## Filmográfia

### Film
| Év   | Magyar cím                       | Eredeti cím                                       | Szerep                          | Magyar hang        |
| ---- | -------------------------------- | ------------------------------------------------- | ------------------------------- | ------------------ |
| 1994 | A csend fogságában               | Silent Fall                                       | Sylvia Warden                   | Györgyi Anna       |
| 1995 | Életgyáva                        | Heavy                                             | Callie                          |                    |
| 1995 | A zenebirodalom visszavág        | Empire Records                                    | Corey                           | Zsigmond Tamara    |
| 1996 | Lopott szépség                   | Stealing Beauty                                   | Lucy Harmon                     | Tóth Ildikó        |
| 1996 | Nyomul a banda                   | That Thing You Do!                                | Faye Dolan                      | Roatis Andrea      |
| 1997 | Három a nagylány                 | Inventing the Abbotts                             | Pamela Abbott                   | Adorján Éva        |
| 1997 | Halálkanyar                      | U Turn                                            | lány a buszpályaudvaron (cameo) |                    |
| 1998 | Armageddon                       | Armageddon                                        | Grace Stamper                   | Huszárik Kata      |
| 1999 | Doktor zsiványok                 | Plunkett and Macleane                             | Lady Rebecca                    | Szénási Kata       |
| 1999 | Doktor zsiványok                 | Plunkett and Macleane                             | Lady Rebecca                    | Huszárik Kata      |
| 1999 | Cuki hagyatéka                   | Cookie's Fortune                                  | Emma Duvall                     | Szénási Kata       |
| 1999 | Cuki hagyatéka                   | Cookie's Fortune                                  | Emma Duvall                     | Törőcsik Franciska |
| 1999 | Anyegin                          | Onegin                                            | Tatyjána Larina                 | Orosz Anna         |
| 2000 | Dr. T és a nők                   | Dr. T and the Women                               | Marilyn                         | Zsigmond Tamara    |
| 2001 | Érzéki csalódás                  | One Night at McCool's                             | Jewel Valentine                 | Gubás Gabi         |
| 2001 | A Gyűrűk Ura: A Gyűrű Szövetsége | The Lord of the Rings: The Fellowship of the Ring | Arwen Undómiel                  | Solecki Janka      |
| 2002 | A Gyűrűk Ura: A két torony       | The Lord of the Rings: The Two Towers             | Arwen Undómiel                  | Solecki Janka      |
| 2003 | A Gyűrűk Ura: A király visszatér | The Lord of the Rings: The Return of the King     | Arwen Undómiel                  | Solecki Janka      |
| 2004 | Apja lánya                       | Jersey Girl                                       | Maya                            | Ruttkay Laura      |
| 2005 | Facér Jimmy                      | Lonesome Jim                                      | Anika                           | Solecki Janka      |
| 2007 | Üres város                       | Reign Over Me                                     | Dr. Angela Oakhurst             | Solecki Janka      |
| 2008 | Anyám!                           | Smother                                           | Clare Cooper                    | Major Melinda      |
| 2008 | Hívatlanok                       | The Strangers                                     | Kristen                         | Solecki Janka      |
| 2008 | A hihetetlen Hulk                | The Incredible Hulk                               | Betty Ross                      | Györgyi Anna       |
| 2010 | Super                            | Super                                             | Sarah                           | Solecki Janka      |
| 2011 | Lejtőn                           | The Ledge                                         | Shana                           | Nemes Takách Kata  |
| 2012 | A robot és Frank                 | Robot & Frank                                     | Madison                         | Solecki Janka      |
| 2014 |                                  | Jamie Marks Is Dead                               | Linda McCormick                 |                    |
| 2014 | Űrállomás 76                     | Space Station 76                                  | Jessica Marlowe                 | Solecki Janka      |
| 2018 |                                  | Wildling                                          | Ellen Cooper                    |                    |
| 2019 | Ad Astra – Út a csillagokba      | Ad Astra                                          | Eve McBride                     | Németh Borbála     |
| 2025 | Amerika Kapitány: Szép új világ  | Captain America: Brave New World                  | Betty Ross                      | Györgyi Anna       |

### Televízió
| Év        | Magyar cím       | Eredeti cím      | Szerep                    | Megjegyzések                                             |
| --------- | ---------------- | ---------------- | ------------------------- | -------------------------------------------------------- |
| 2014–2017 | A hátrahagyottak | The Leftovers    | Meg Abott                 | főszereplő (13 epizód)                                   |
| 2017      | Lőpor            | Gunpowder        | Anne Vaux                 | - főszereplő (3 epizód) - magyar hangja: - Solecki Janka |
| 2018–2019 | Kurtizánok kora  | Harlots          | Lady Isabella Fitzwilliam | főszereplő (16 epizód)                                   |
| 2020      | 911-Texas        | 9-1-1: Lone Star | Michelle Blake            | főszereplő (1. évad)                                     |

## Fordítás
- Ez a szócikk részben vagy egészben az Liv Tyler című angol Wikipédia-szócikk fordításán alapul.  Az eredeti cikk szerkesztőit annak laptörténete sorolja fel. Ez a jelzés csupán a megfogalmazás eredetét és a szerzői jogokat jelzi, nem szolgál a cikkben szereplő információk forrásmegjelöléseként.